# Хосе Луїс Торрес
Хосе Луїс Торрес (ісп. José Louis Torres; 3 травня 1936, Понсе — 19 січня 2009, там же) — пуерториканський боксер середньої і напівважкої вагових категорій. Срібний призер Літніх Олімпійських ігор в Мельбурні (1956). Переможець багатьох міжнародних турнірів і національних першостей. Абсолютний чемпіон світу в напівважкій вазі (1965—1966). Чемпіон світу за версією WBA (1965—1966), WBC (1965—1966) в напівважкій вазі. Чемпіон Пуерто-Рико в середній вазі (1962). Включений в Міжнародний зал боксерської слави (1997). Президент Всесвітньої боксерської організації (1990—1995).

## Біографія
Хосе Торрес родився 3 травня 1936 року в місті Понсе.

## Любительська кар'єра
У віці вісімнадцяти років пішов служити в армію США, де почав активно займатися боксом. Оскільки пуерториканці починаючи з 1917 року вважалися громадянами Сполучених Штатів, отримав можливість представляти країну на літніх Олімпійських іграх 1956 року в Мельбурні. На Олімпіаді переміг трьох суперників, зокрема Джона Маккормака (Велика Британія) у півфіналі, і зумів дійти до фіналу першої середньої вагової категорії, але у вирішальному матчі програв знаменитому угорцю Ласло Паппу, який на цих Іграх виборов вже третє золото. Отримавши срібну олімпійську медаль, Торрес продовжив виходити на ринг у складі американської національної збірної, беручи участь у різних престижних турнірах. Так, в 1958 році в другій середній вазі він виграв національний турнір «Золоті рукавички» і став чемпіоном США серед любителів.

## Професіональна кар'єра
Домігшись успіху на аматорському рівні, Торрес вирішив спробувати себе серед професіоналів, з цією метою приєднався до нью-йоркського клубу Empire Sporting Club, де проходив підготовку під керівництвом іменитого тренера Константино Д'Амато. У травні 1958 року відбувся його дебютний професійний бій — суперник Джин Гамельтон був нокаутований вже в першому раунді. Протягом наступних років провів безліч вдалих поєдинків, в липні 1962 року став чемпіоном Пуерто-Рико в середній вазі, проте в травні 1963 року зазнав першої в кар'єрі поразки — технічним нокаутом від кубинця Флорентіно Фернандеса.

#### Чемпіонський бій з Віллі Пастрано
Незважаючи на поразку, Торрес не припиняв перемагати, піднявся досить високо в світових рейтингах і 30 березня 1965 року одержав шанс поборотися за звання чемпіона світу в напівважкій вазі за версіями WBA і WBC. У шостому раунді цього матчу чинний чемпіон Віллі Пастрано побував в нокдауні, а в перерві між дев'ятим і десятим раундами рефері зупинив бій, зарахувавши йому технічний нокаут. Таким чином, Торрес став третім в історії пуерториканцем, якому вдалося здобути світовий титул, і першим латиноамериканцем, якому вдалося заслужити чемпіонське звання в напівважкій ваговій категорії.
Виграні чемпіонські пояси Хосе Торрес захистив чотири рази.

#### Бій з Діком Тайгером
Під час п'ятого захисту, що пройшов 16 грудня 1966 року, титул перейшов до нігерійця Діка Тайгера, який здобув перемогу одностайним рішенням суддів. Незабаром між ними відбувся матч-реванш, тим не менш, Тайгер знову виглядав краще — двоє з трьох суддів були на його боці. Згодом Торрес взяв участь ще в двох матчах з маловідомими суперниками, обидва рази переміг, після чого наприкінці 1969 року вирішив завершити кар'єру професійного спортсмена. Всього в професійному боксі він провів 45 боїв, з них 41 закінчив перемогою (в тому числі 29 достроково), 3 рази програв, в одному випадку була зафіксована нічия.

## Після боксу
Після завершення спортивної кар'єри Торрес працював спортивним функціонером, зокрема, в період 1983—1988 займав пост голови Атлетичною комісії штату Нью-Йорк, а в період 1990—1995 очолював Світову боксерську організацію (WBO). У 1994 році став членом Всесвітнього залу слави боксу, в 1997-му — включений до Міжнародної зали боксерської слави. Був співавтором кількох книг про бокс, в тому числі брав участь в написанні біографій Мохаммеда Алі і Майка Тайсона. Крім цього, займався громадською діяльністю, представляв пуерто-риканський діаспору в Нью-Йорку, зустрічався з політичними лідерами, давав лекції в університетах.

## Смерть
Помер від серцевого нападу вранці 19 січня 2009 року в своєму рідному місті Понсе, куди повернувся за кілька років до смерті.